# Distrito de Tapi
Tapi (en guyaratí; તાપી જિલ્લો ) es un distrito de India en el estado de Guyarat . Código ISO: IN.GJ.TA.
Comprende una superficie de 3 435 km².
El centro administrativo es la ciudad de Vyara.

## Demografía
Según censo 2011 contaba con una población total de 806 489 habitantes.